# Нисей
Нисей — сын сицилийского военачальника и тирана Дионисия Старшего, тиран города Сиракузы (предположительно 350—346 годы до н. э.).
Нисей пришёл к власти в Сиракузах после смерти своего предшественника и брата Гиппарина в 350 году до н. э. О правлении Нисея известно сравнительно немного. Он не думал о реформах, хотя и был увлечён идеями Платона. Историк Феопомп описывал Нисея как пьяницу, который к тому же предавался излишествам и распутству.
Его правлению пришёл конец, когда, воспользовавшись слабостью Нисея, в 346 году до н. э. Дионисий Младший, сводный брат Нисея, захватил Сиракузы, потеряв при этом Локр.
После этого единая территориальная держава Дионисия Старшего на Сицилии распалась на множество мелких локальных тираний.